# Bernard Devaney
Bernard Devaney (ur. 31 maja 1953 roku w Dublinie) – irlandzki kierowca wyścigowy.

## Kariera
Devaney rozpoczął karierę w międzynarodowych wyścigach samochodowych w 1977 roku od startów w Formule Ford 1600 BRDC, gdzie odniósł jedno zwycięstwo. Jego wyniki nie były jednak zaliczane do klasyfikacji generalnej. W późniejszych latach pojawiał się także w stawce Europejskiej Formuły 3, Brytyjskiej Formuły 3 BARC, Formula 3 Radio Trent Trophy, B.A.R.C. TV-Race oraz Europejskiej Formuły 2.
W Europejskiej Formule 2 Irlandczyk startował w latach 1979-1980. Jednak w żadnym z pięciu wyścigów, w których wystartował, nie zdołał zdobyć punktów.